# Віреон кубинський
Віреон кубинський (Vireo gundlachii) — вид горобцеподібних птахів родини віреонових (Vireonidae). Названий на честь кубинського орнітолога Хуана Гундлаха (1810—1896).

## Поширення
Ендемік Куби. Поширений на всій території основного острова, на острові Хувентуд та супутніх дрібних островах. Його середовище проживання — тропічні та субтропічні вологі низовинні ліси.

## Підвиди
Включає чотири підвиди:
- Vireo gundlachii gundlachii Lembeye, 1850 — Куба (крім південного сходу) та острів Хувентуд.
- Vireo gundlachii magnus Garrido, 1971 — Кайо-Кантілес (на схід від острова Хувентуд).
- Vireo gundlachii orientalis Todd, 1916 — південний схід Куби (східний Камагуей).
- Vireo gundlachii sanfelipensis Garrido, 1973 — Кайо-Реал (на захід від острова Хувентуд).